# ブレイブ 勇敢なる者
『ブレイブ 勇敢なる者』（ブレイブ ゆうかんなるもの）は、2016年から2017年にかけてNHK総合で放送されたドキュメンタリー番組である。

## 放送内容
- 第一回目『ブレイブ 勇敢なる者「Mr.トルネード〜気象学で世界を救った男〜」』初放送：2016年5月2日
- 第二回目『ブレイブ 勇敢なる者「えん罪弁護士」』初放送：2016年11月28日
- 第三回目『ブレイブ 勇敢なる者「硬骨エンジニア」』初放送：2017年11月23日

## 概説
勇気を持って世界を変えた日本人に迫るシリーズであり、「Mr．トルネード〜気象学で世界を救った男〜」と「えん罪弁護士」を放送し、反響を呼んだ。
「Mr.トルネード〜気象学で世界を救った男〜」では、気象学者藤田哲也にスポットライトを当て、藤田のアメリカで発表したダウンバースト研究の論文と1975年にジョン・F・ケネディ国際空港でイースタンエアライン66便の当時謎の墜落事故とされた真相に迫る姿と、青年時代の長崎での経験がその後の人生を大きく左右したことや物議を醸した論文など、関係者のインタビューと彼の肉声とアニメーションを加えた再現などで構成され、科学ジャーナリスト賞2017を受賞した。
「えん罪弁護士」は放火事件や痴漢冤罪など「無罪」獲得「14件」という今村核弁護士にスポットライトを当て、冤罪専門に挑む彼の姿を追う内容、「硬骨エンジニア」は東芝の技術開発者だった舛岡富士雄を中心にスポットライトを当て、共に関係者のインタビューとアニメーションによる事件の再現で構成される。なお、「えん罪弁護士」は第54回ギャラクシー賞第33回ATP賞テレビグランプリとアメリカ国際フィルム・ビデオ祭シルバー・スクリーン賞をそれぞれ受賞した。

## 声の出演
- 本田貴子：ナレーション
- 相沢まさき
- 若林正
- 桐井大介
- 中野慎太郎
- 下山吉光
- 中尾衣里